# Lovčica-Trubín
Lovčica-Trubín ist eine Gemeinde in der Mittelslowakei nordwestlich der Stadt Žiar nad Hronom.

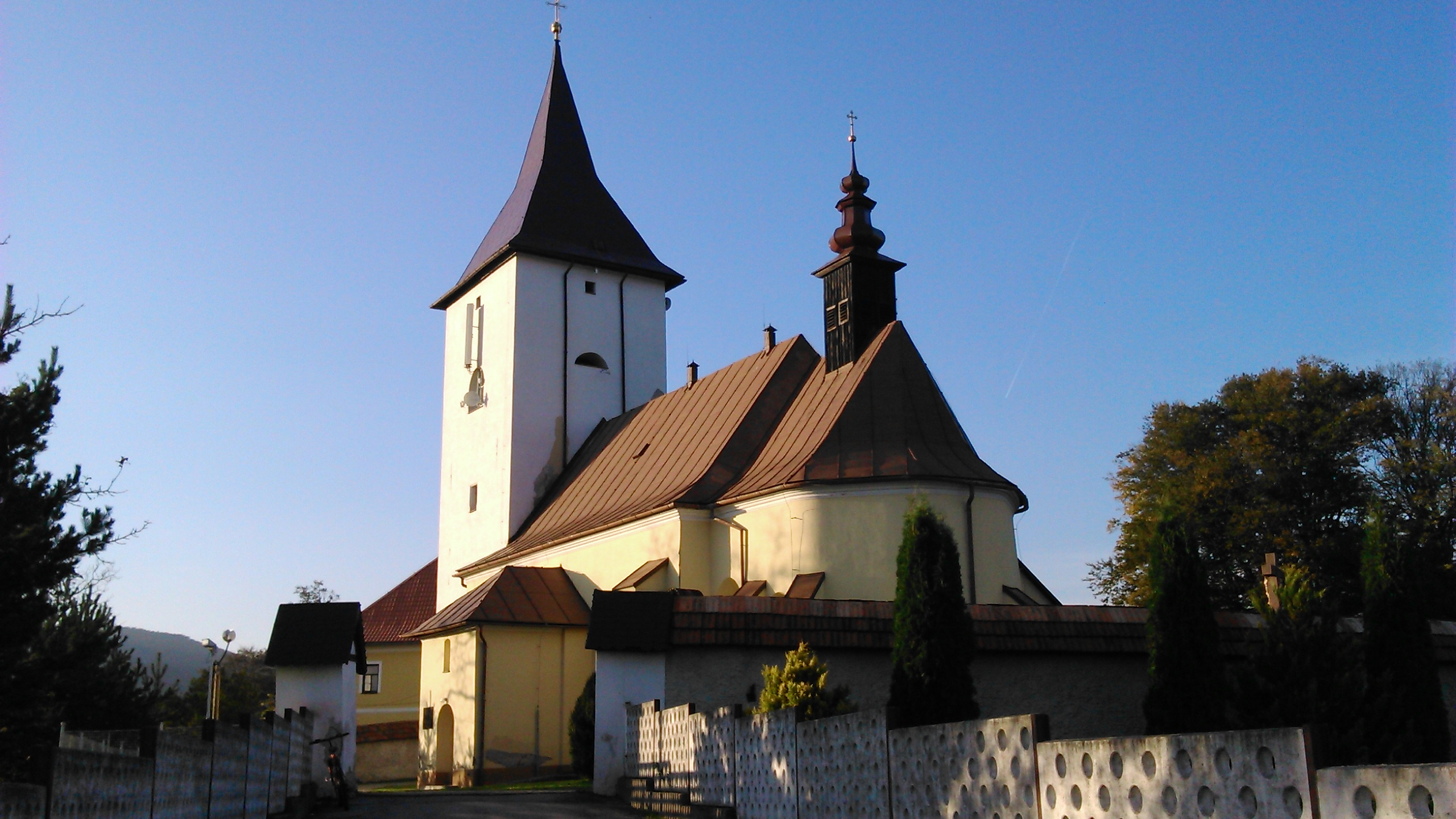

## Geographie
Die Gemeinde liegt in den nordwestlichen Teilen des Heiligenkreuzer Beckens (Žiarská kotlina) im Tal des Baches Trubín. Auf den Fluren des Ortes entspringt ein sogenannter Sauerbrunnen.

## Geschichte
Die Gemeinde entstand am 9. Juli 1971 durch Vereinigung der Orte Lovčica (deutsch Kleinlotza, ungarisch Kislócsa) und Trubín (deutsch Trubein, ungarisch Garamkürtos). Lovčica liegt dabei im Osten und Trubín im Westen des Doppelortes.

## Bevölkerung
| Jahr                | 1994 | 2004    | 2014    | 2024    |
| ------------------- | ---- | ------- | ------- | ------- |
| Anzahl der Personen | 1478 | 1497    | 1610    | 1567    |
| Unterschied         |      | +1,28 % | +7,54 % | −2,67 % |

| Jahr                | 2023 | 2024    |
| ------------------- | ---- | ------- |
| Anzahl der Personen | 1571 | 1567    |
| Unterschied         |      | −0,25 % |

## Sehenswürdigkeiten
Sehenswert im Ortsteil Trubín ist die ursprünglich gotische Kirche der Maria Madalena von 1487 sowie die Kapelle der allerheiligsten Dreifaltigkeit von 1723. In Lovčica findet man eine Kapelle aus dem 18. Jahrhundert.

## Verkehr
Im Juni 1947 wurde die Buslinie Sv. Kríž nad Hronom (Heiligenkreuz an der Garn) – Lovčica – Kapelle – Handlová (Krickerhau) – Prievidza (Priwitz) und zurück errichtet.

## Persönlichkeiten
- Karol Bielek (1857–1936) – Pädagoge und Publizist
- Jozef Kačka (1865–1938) – Publizist